# Христо Христов (кмет на Шумен, р. 1963)
Вижте пояснителната страница за други личности с името Христо Христов.
Проф. д-р инж. Христо Атанасов Христов е български политик и преподавател. Притежава образователна и научна степен „доктор“ по организация и управление извън сферата на материалното производство – национална сигурност. Бил е дългогодишен служител в Министерството на отбраната – служба „Сигурност, военна полиция и военно контраразузнаване“ (1987 – 2011). На 5 ноември 2023 г. е избран за кмет на Шумен.

## Биография
Роден е на 23 март 1963 г. През 1987 г. завършва специалност „Технология на машиностроенето“ във Висшето военно артилерийско училище „Георги Димитров“ в Шумен, а през 2004 г. магистратура по „Финансов мениджмънт“ в Стопанска академия „Димитър Ценов“, Свищов. През 1991 г. завършва Висшия институт за подготовка на офицери и научноизследователска дейност на МВР.

### Професионална дейност
Проф. Христов започва кариерата си в Министерството на отбраната – служба „Сигурност, военна полиция и военно контраразузнаване“. Работил е в „Националната служба за сигурност“ и Държавната агенция „Национална сигурност“. Заемал е позиции от оперативен работник до началник на сектор. Има значителен опит по организиране и координиране на дейността на тези служби на територията на североизточна България. През 2007 г. взема участие в операция „Алтея” на Европейския съюз по укрепване на сигурността в Босна и Херцеговина, за което е награден със знак „За вярна служба под знамената” ІІІ степен.
Бил е началник на оперативна служба в структурата на Военна полиция – Шумен, след което началник на сектор „Военно контраразузнаване“. После е бил началник на сектор в „Държавна Агенция Национална Сигурност” - Шумен.

### Преподавателска дейност
През 2013 г. става преподавател в Шуменския университет „Епископ Константин Преславски“. Като преподавател в ШУ има множество научни публикации. Той е съавтор на учебника „Защита на класифицирана информация и лични данни“ на Университетско издателство „Епископ Константин Преславски“. Владее немски и английски.
Преминава последователно през академичните длъжности „главен асистент“, „доцент“ и „професор“ в катедра „Управление на системите за сигурност“ във Факултета по технически науки. От 2016 г. е ръководител на катедрата, а от 2019  г. е декан на същия факултет, преизбран за втори мандат. Секретар е на Съюза на учените в ШУ ”Еп. К. Преславски” и основател на „Национална Асоциация Сигурност“ – клон Шумен.

### Политическа дейност
На 5 август 2022 г. Христо Христов е назначен за областен управител на Шумен от първото служебно правителство на Гълъб Донев. През юни 2023 г. той подава оставка за да участва на местните избори, като остава областен управител до 28 юли 2023 г.
На местните избори през 2023 г. е кандидат за кмет на община Шумен от „БСП за България“. На първия тур от изборите получава 6 814 гласа (или 26,74%) и се явява на балотаж с Георги Колев излъчен от ГЕРБ, който получава 5 495 гласа (или 21,56%). На втория тур от изборите е избран за кмет, като печели 15 574 гласа (или 71,38%).